# Diadelia subornata
Diadelia subornata är en skalbaggsart som beskrevs av Stefan von Breuning 1957. Diadelia subornata ingår i släktet Diadelia och familjen långhorningar.
Artens utbredningsområde är Madagaskar. Inga underarter finns listade i Catalogue of Life.